# Karauli (huyện)
Huyện Karauli là một huyện thuộc bang Rajasthan, Ấn Độ. Thủ phủ huyện Karauli đóng ở Karauli. Huyện Karauli có diện tích 5530 ki lô mét vuông. Đến thời điểm năm 2001, huyện Karauli có dân số 1205631 người.